# わたしのきもち
わたしのきもちは、NHK教育テレビジョンで2004年4月8日から2010年3月19日まで放送された幼児向けのテレビ番組。

## 概要
幼稚園年長（5～6歳）程度の子どもたちを対象としており、ドラマやアニメーションなどで「人間関係を結ぶ方法のヒントを提示」してコミュニケーション力を高めることを目的とする番組である。また、2005年4月7日から2010年3月27日までは、5分のミニ番組『わたしのきもちミニ』も放送された。
放送開始時（2004年度）から、2008年度までは金曜10:30枠が本放送、翌週木曜9:15枠が再放送となっていた。2009年度に月曜～金曜の9:15枠で幼児向け帯番組『みいつけた!』を編成した関係で木曜の再放送枠が廃止されたことにより、金曜10:30枠のみとなり、新作の放送は行われず、2008年度放送分の再放送となった。同様に、『わたしのきもちミニ』も1週間あたりの放送回数がそれまでの半分となった。

## 放送時間

### わたしのきもち
- 金曜日 10:30 - 10:45（2004年度 - 2009年度(2008年度まで本放送・2009年度は2008年度の再放送)）
- 木曜日 9:15 - 9:30（2004年度 - 2008年度(再放送(初回のみ本放送)）

### わたしのきもちミニ
- 木・金曜日 16:55 - 17:00（2005年度）
- 木・金曜日 16:45 - 16:50（2006年度 - 2009年度）
- 土曜日 17:25 - 17:30（2008年度 - 2009年度）

## 出演者
- 阿部サダヲ（キモッチ役）（同上）
- 高橋克実（ぶんちゃかトリオの声：1人3役およびナレーション）(同上)
- 小林顕作 （うえだくん役）（2005年度 - 2007年度）
- 藤岡豊 （しただくん役）（同上）
- 落合弘治　(もっさん役) (2004年度 - 2007年度)
- おかんず　(きもちガールズ役) (2005年度 - 2007年度)
- 的場浩司（かおのたいそう・まとばくん）（2004年度 - 2007年度）
- ベッキー（かおのたいそう・ベッキーちゃん）（2005年度 - 2006年度）
- アネ☆モ（かおのたいそうの歌）（2004年度 - 2007年度）
- ピエール瀧（かおじゃんけん・ピエールくん）（2008年度 - 2009年度）
- 中川翔子（かおじゃんけん・しょうこちゃん）（同上）
- タイロン橋本（かおじゃんけんの歌）（同上）
- 森戸宏明（スキルファミリー「パパ」役 ）（同上）
- 出口結美子（スキルファミリー「ママ」役 ）（同上）
- 伊集院竣平（スキルファミリー「ケンゴ」役 ）（同上）
- 平井七海（スキルファミリー「キズナ」役 ）（同上）
- 池田鉄洋（スキルファミリー「モラッチャ王」役 ）（同上）

## キャラクター

### キモッチ
キモッチ
声 - 阿部サダヲ
番組のメインキャラクター。紙コップの男の子。スイカや食パン、おにぎり、納豆、卵焼きが大好物で、犬が苦手。カラスとは犬猿の仲。 一人称は「僕」、二人称は「君」。製作者の自宅に住んでいる。お出かけや歌うことも好きで、作中で電車に乗ったり自作の歌を歌ったりしている。将来の夢は豆腐屋。「アヒルくん」と名前をつけたアヒルのおもちゃを持っている。口癖は「始まるよ！」「僕、キモッチ！」「グフフ」「君、○○なの？」「ガヒョーン！」など。
視聴者とは普通におしゃべりしたり遊んだりしており、いないと淋しがるが、初めて出会った時は人見知りであり動揺していた。

### きもちのいずみ
もっさん（2004年度 - 2007年度）
声 - 落合弘治
緑色の毛むくじゃらな生き物。いつもブランコに乗っている。
きもちガールズ （2005年度 - 2007年度）
声 - おかんず
3人組みのボーカルユニット。右がきーこ、左がもーこ、中央がちーこ。

### ぶんちゃかトリオ
ブンタ
声 - 高橋克実
主人公であるラッパ。のんびり屋。肥満体。自分勝手な行動が多くよく騒ぎを起こすトラブルメーカーだが、自分の間違いに気づいた際には反省したり、仲間たちを気遣うこともある。嘘をつくと顔がふくらむ。また、緊張すると体が細くなる。一人称は「オイラ」。
ピロ
声 - 高橋克実
縦笛。穏やかな性格だが、人が好すぎてなかなか自分の意見を言えない時もある。トリオをまとめるのが主にピロの役目。トラブルを起こすブンタのツッコミ役。トリオの中で一番背が高い。穴に様々な物を入れることが可能。一人称は「僕」。
ポコン
声 - 高橋克実
太鼓。2人と比べて無口で口数が少なく目立つシーンも少ないが、ピロとブンタを諌めたり、宥める役回りを担う。趣味はこけし作り。トリオの中で小柄。風邪を引くと叩いても音が出ず、空気が抜けるような音がする。口癖は「ムフッ」。
ギコギコ
バイオリン。言葉は発さず「ギコギコ～」と音を出すのみ。初登場回ではポコンの知り合いという設定だった。
ナレーション
声 - 高橋克実
最初とラストのみ登場。「ぶんちゃか森のぶんちゃかトリオ、今日は何が起こるかな？」で始まり、「ぶんちゃか森のぶんちゃかトリオ、今日も楽しかったね（この部分は話によって異なる）」で終わる。

## 主なコーナー
- キモッチ（2004年度 - 2009年度）：紙コップの「キモッチ」がおしゃべりするストップモーションアニメ。
- やってみよう（2004年度）
- きもちのいずみ（2005年度 - 2007年度）
- スキルファミリー（2008年度 - 2009年度）：人々からコミュニケーションスキルを奪うことで世界を征服しようとたくらむ「モラッチャ王」に、4人家族「スキルファミリーミヨシ」が「スキルハーツ」を武器に立ち向かう。
- ぶんちゃかトリオ（2004年度 - 2009年度）：縦笛のピロ、ラッパのブンタ、太鼓のポコンの三人組が登場するアニメ。やや自分勝手なブンタにピロがもやもやするパターンが多い。
- かおのたいそう（2004年度 - 2007年度）→かおじゃんけん（2008年度 - 2009年度）:曲に合わせて顔を動かし、様々な表情を作る練習をするコーナー。「かおじゃんけん」は「かおのたいそう」の発展形であり、顔の表情で表現するじゃんけんを行う。本コーナーで実演を担当する著名人は、いずれも特殊合成で顔のみが宙に浮いた状態で登場する。
- わたCM

## スタッフ
キモッチ
- 作曲 - 吉良知彦
- 脚本・演出・キャラクターデザイン - 潮永光生
- アニメーション - 佐々木隼、大橋弘典
- 美術 - 山下智恵
- 編集 - 石川幸弘
- 音響効果 - 早川壽浩
- 制作進行 - 羽戸裕子
- プロデューサー - 工藤俊二、宮郷真由美
- アニメーション制作 - 愛があれば大丈夫

きもちのいずみ
- 構成 - 小笠原秀樹
- 人形操作 - 川口英子、がこさく
- 人形制作 - スタジオ・ノーヴァ

かおのたいそう
- 出演 - 的場浩司、ベッキー
- 指導 - 米谷淳
- 歌 - アネ☆モネ
- 作曲 - 大森俊之

かおじゃんけん
- 出演 - ピエール瀧、中川翔子
- 指導 - 米谷淳
- 歌 - タイロン橋本
- 作曲 - 荒木尚美

ぶんちゃかトリオ
- キャスト - 高橋克実
- 脚本 - 津田真一
- キャラクターデザイン - とみぞうちゃん
- アニメーション - 柏木郷子
- 音楽 - 日下義昭

総合スタッフ
- 監修 - 相川充 (東京学芸大学教育心理学講座教授)
- 音楽 - 山口優
- アートディレクション - さとうりさ
- 製作著作 - NHK